# Municipio de Daggett
El municipio de Daggett (en inglés: Daggett Township) es un municipio ubicado en el condado de Menominee en el estado estadounidense de Míchigan. En el año 2010 tenía una población de 714 habitantes y una densidad poblacional de 7,64 personas por km².

## Geografía
El municipio de Daggett se encuentra ubicado en las coordenadas 45°28′34″N 87°33′1″O / 45.47611, -87.55028. Según la Oficina del Censo de los Estados Unidos, el municipio tiene una superficie total de 93.5 km², de la cual 93,09 km² corresponden a tierra firme y (0,43 %) 0,41 km² es agua.

## Demografía
Según el censo de 2010, había 714 personas residiendo en el municipio de Daggett. La densidad de población era de 7,64 hab./km². De los 714 habitantes, el municipio de Daggett estaba compuesto por el 93,28 % blancos, el 2,38 % eran afroamericanos, el 0,84 % eran amerindios, el 0,56 % eran asiáticos, el 0,84 % eran de otras razas y el 2,1 % eran de una mezcla de razas. Del total de la población el 5,18 % eran hispanos o latinos de cualquier raza.